# Цивилёв, Андрей Сергеевич
Андрей Сергеевич Цивилёв (род. 14 февраля 1985) — российский дзюдоист, бронзовый призёр чемпионата России, мастер спорта России. Воспитанник СДЮШОР по дзюдо города Трёхгорный. Выпускник Уральского государственного университета физической культуры. Старший тренер юношеской сборной Центра олимпийской подготовки по дзюдо Челябинской области.

## Спортивные результаты
- Кубок Европы среди юниоров 2001 года — ;
- Кубок Европы среди юниоров 2002 года — ;
- Чемпионат России среди юниоров 2002 года — ;
- Чемпионат России по дзюдо 2005 года — ;